# Film con maggiori incassi in Cina
Questa è la lista dei film di maggior incasso nella Cina continentale. I dati sono forniti principalmente dal sito web Cina Box Office (CBO) di EntGroup, con il lordo in yuan.

## Film con il maggior incasso al botteghino
| n° | Film                                      | Incassi (yuan) | Incassi (dollari) | Paese           | Anno |
| -- | ----------------------------------------- | -------------- | ----------------- | --------------- | ---- |
| 1  | Ne Zha 2                                  | 15,471,952,320 | 2,152,320,000     | Cina            | 2025 |
| 2  | The Battle at Lake Changjin               | 5,775,750,000  | 895,579,070       | Cina            | 2021 |
| 3  | Wolf Warrior 2                            | 5,688,740,000  | 842,059,259       | Cina            | 2017 |
| 4  | Ni hao, Li Huanying                       | 5,413,300,000  | 839,738,760       | Cina            | 2021 |
| 5  | Ne Zha                                    | 5,035,020,000  | 729,710,145       | Cina            | 2019 |
| 6  | The Wandering Earth                       | 4,687,710,000  | 679,660,870       | Cina            | 2019 |
| 7  | Full River Red                            | 4,545,890,000  | 640,827,465       | Cina            | 2023 |
| 8  | Detective Chinatown 3                     | 4,522,350,000  | 701,945,736       | Cina            | 2021 |
| 9  | Avengers: Endgame                         | 4,250,380,000  | 616,002,899       | Stati Uniti     | 2019 |
| 10 | The Battle at Lake Changjin II            | 4,071,140,000  | 605,003,858       | Cina            | 2022 |
| 11 | The Wandering Earth 2                     | 4,030,270,000  | 567,636,620       | Cina            | 2023 |
| 12 | No More Bets                              | 3,851,180,000  | 542,419,718       | Cina            | 2023 |
| 13 | Operation Red Sea                         | 3,652,540,000  | 551,879,456       | Cina, Hong Kong | 2018 |
| 14 | Detective Chinatown 1900                  | 3,552,610,000  | 493,418,056       | Cina            | 2025 |
| 15 | Lost in the Stars                         | 3,526,690,000  | 496,004,225       | Cina            | 2023 |
| 16 | Yolo                                      | 3,424,870,000  | 478,140,559       | Cina            | 2024 |
| 17 | Detective Chinatown 2                     | 3,397,690,000  | 513,180,664       | Cina            | 2018 |
| 18 | Mei ren yu                                | 3,397,180,000  | 511,882,530       | Cina, Hong Kong | 2016 |
| 19 | Pegasus 2                                 | 3,390,890,000  | 474,844,056       | Cina            | 2024 |
| 20 | Successor                                 | 3,250,000,000  | 454,545,455       | Cina            | 2024 |
| 21 | My People, My Country                     | 3,176,390,000  | 460,042,029       | Cina, Hong Kong | 2019 |
| 22 | Moon Man                                  | 3,105,330,000  | 461,321,837       | Cina            | 2022 |
| 23 | 800 eroi                                  | 3,102,320,000  | 449,606,957       | Cina            | 2020 |
| 24 | Dying to Survive                          | 3,099,960,000  | 468,351,664       | Cina            | 2018 |
| 25 | The Captain                               | 2,913,710,000  | 422,573,913       | Cina            | 2019 |
| 26 | My People, My Homeland                    | 2,828,960,000  | 409,270,145       | Cina            | 2020 |
| 27 | Fast & Furious 8                          | 2,670,960,000  | 395,698,519       | Stati Uniti     | 2017 |
| 28 | Creation of the Gods I: Kingdom of Storms | 2,636,080,000  | 371,282,000       | Cina            | 2023 |
| 29 | Too Cool to Kill                          | 2,630,450,000  | 390,794,360       | Cina            | 2022 |
| 30 | Hello Mr. Billionaire                     | 2,547,570,000  | 384,797,588       | Cina            | 2018 |
| 31 | Il regno di Wuba                          | 2,441,460,000  | 391,817,169       | Cina, Hong Kong | 2015 |
| 32 | Fast & Furious 7                          | 2,426,590,000  | 389,456,973       | Stati Uniti     | 2015 |
| 33 | Avengers: Infinity War                    | 2,390,540,000  | 361,154,375       | Stati Uniti     | 2018 |
| 34 | Monster Hunt 2                            | 2,237,150,000  | 337,858,612       | Cina, Hong Kong | 2018 |
| 35 | Crazy Alien                               | 2,214,250,000  | 320,031,884       | Cina            | 2019 |
| 36 | Never Say Never                           | 2,208,710,000  | 311,085,915       | Cina            | 2023 |
| 37 | Never Say Die                             | 2,201,750,000  | 326,148,148       | Cina            | 2017 |
| 38 | Article 20                                | 2,084,720,000  | 291,349,650       | Cina            | 2024 |
| 39 | Aquaman                                   | 2,013,200,000  | 304,160,422       | Stati Uniti     | 2018 |
| 40 | Transformers 4 - L'era dell'estinzione    | 1,977,520,000  | 321,547,967       | Stati Uniti     | 2014 |
| 41 | The Ex-File 3: The Return of the Exes     | 1,941,740,000  | 287,658,519       | Cina            | 2017 |
| 42 | Venom                                     | 1,870,680,000  | 282,524,021       | Stati Uniti     | 2018 |
| 43 | Boonie Bears: Time Twist                  | 1,831,540,000  | 256,574,475       | Cina            | 2024 |
| 44 | Chang'an                                  | 1,825,400,000  | 257,105,634       | Cina            | 2023 |
| 45 | Kung-Fu Yoga                              | 1,752,600,000  | 259,659,259       | Cina            | 2017 |
| 46 | Pegasus                                   | 1,729,370,000  | 250,641,304       | Cina            | 2019 |
| 47 | Lighting Up the Stars                     | 1,713,220,000  | 254,598,823       | Cina            | 2022 |
| 48 | Avatar                                    | 1,712,860,000  | 250,747,449       | Stati Uniti     | 2009 |
| 49 | The Bravest                               | 1,707,190,000  | 247,398,551       | Cina            | 2019 |
| 50 | Avatar - La via dell'acqua                | 1,697,500,000  | 252,131,644       | Stati Uniti     | 2022 |

### Film nazionali con i maggiori incassi
| n° | Film                           | Incassi (yuan) | Incassi (dollari) | Paese           | Anno |
| -- | ------------------------------ | -------------- | ----------------- | --------------- | ---- |
| 1  | Ne Zha 2                       | 15,022,640,000 | 2,086,477,778     | Cina            | 2025 |
| 2  | The Battle at Lake Changjin    | 5,775,750,000  | 895,579,070       | Cina            | 2021 |
| 3  | Wolf Warrior 2                 | 5,688,740,000  | 842,059,259       | Cina            | 2017 |
| 4  | Ni hao, Li Huanying            | 5,413,300,000  | 839,738,760       | Cina            | 2021 |
| 5  | Ne Zha                         | 5,035,020,000  | 729,710,145       | Cina            | 2019 |
| 6  | The Wandering Earth            | 4,687,710,000  | 679,660,870       | Cina            | 2019 |
| 7  | Full River Red                 | 4,545,890,000  | 640,827,465       | Cina            | 2023 |
| 8  | Detective Chinatown 3          | 4,522,350,000  | 701,945,736       | Cina            | 2021 |
| 9  | The Battle at Lake Changjin II | 4,071,140,000  | 605,003,858       | Cina            | 2022 |
| 10 | The Wandering Earth 2          | 4,030,270,000  | 567,636,620       | Cina            | 2023 |
| 11 | No More Bets                   | 3,851,180,000  | 542,419,718       | Cina            | 2023 |
| 12 | Operation Red Sea              | 3,652,540,000  | 551,879,456       | Cina, Hong Kong | 2018 |
| 13 | Detective Chinatown 1900       | 3,552,610,000  | 493,418,056       | Cina            | 2025 |
| 14 | Lost in the Stars              | 3,526,690,000  | 496,004,225       | Cina            | 2023 |
| 15 | Yolo                           | 3,424,870,000  | 478,140,559       | Cina            | 2024 |
| 16 | Detective Chinatown 2          | 3,397,690,000  | 513,180,664       | Cina            | 2018 |
| 17 | Mei ren yu                     | 3,397,180,000  | 511,882,530       | Cina, Hong Kong | 2016 |
| 18 | Pegasus 2                      | 3,390,890,000  | 474,844,056       | Cina            | 2024 |
| 19 | Successor                      | 3,250,000,000  | 454,545,455       | Cina            | 2024 |
| 20 | My People, My Country          | 3,176,390,000  | 460,042,029       | Cina, Hong Kong | 2019 |

### Film stranieri con i maggiori incassi
| n° | Film                                   | Incassi (yuan) | Incassi (dollari) | Paese       | Anno |
| -- | -------------------------------------- | -------------- | ----------------- | ----------- | ---- |
| 1  | Avengers: Endgame                      | 4,250,410,000  | 616,002,899       | Stati Uniti | 2019 |
| 2  | Fast & Furious 8                       | 2,670,960,000  | 395,698,519       | Stati Uniti | 2017 |
| 3  | Fast & Furious 7                       | 2,426,590,000  | 389,456,973       | Stati Uniti | 2015 |
| 4  | Avengers: Infinity War                 | 2,390,540,000  | 361,154,375       | Stati Uniti | 2018 |
| 5  | Aquaman                                | 2,013,200,000  | 304,160,422       | Stati Uniti | 2018 |
| 6  | Transformers 4 - L'era dell'estinzione | 1,977,520,000  | 321,547,967       | Stati Uniti | 2014 |
| 7  | Venom                                  | 1,870,680,000  | 282,524,021       | Stati Uniti | 2018 |
| 8  | Avatar                                 | 1,712,860,000  | 250,747,449       | Stati Uniti | 2010 |
| 9  | Avatar - La via dell'acqua             | 1,697,500,000  | 252,131,644       | Stati Uniti | 2022 |
| 10 | Jurassic World - Il regno distrutto    | 1,695,880,000  | 256,143,503       | Stati Uniti | 2018 |
| 11 | Transformers - L'ultimo cavaliere      | 1,551,240,000  | 229,073,333       | Stati Uniti | 2017 |
| 12 | Zootropolis                            | 1,534,530,000  | 231,179,819       | Stati Uniti | 2016 |
| 13 | Warcraft - L'inizio                    | 1,472,300,000  | 221,690,361       | Stati Uniti | 2016 |
| 14 | Avengers: Age of Ultron                | 1,464,390,000  | 235,016,210       | Stati Uniti | 2015 |
| 15 | Fast & Furious - Hobbs & Shaw          | 1,434,300,000  | 207,043,478       | Stati Uniti | 2019 |
| 16 | Jurassic World                         | 1,420,730,000  | 227,992,940       | Stati Uniti | 2015 |
| 17 | Spider-Man: Far from Home              | 1,417,680,000  | 205,467,826       | Stati Uniti | 2019 |
| 18 | Ready Player One                       | 1,396,660,000  | 210,961,633       | Stati Uniti | 2018 |
| 19 | Fast & Furious 9 - The Fast Saga       | 1,392,330,000  | 215,141,860       | Stati Uniti | 2021 |
| 20 | Dangal                                 | 1,299,180,400  | 192,470,437       | India       | 2017 |

## Film con gli incassi più alti per numero di spettatori al botteghino
| Titolo originale                                | Film                                                  | Anno | Biglietti venduti | Paese           | Nota          |
| ----------------------------------------------- | ----------------------------------------------------- | ---- | ----------------- | --------------- | ------------- |
| 白蛇传 (Bai she zhuan)                          | Legend of the White Snake                             | 1980 | 700,000,000       | Cina            | [ 3 ] [ 4 ]   |
| 喜盈門 (Xi ying men)                            | In-Laws / Full House of Joy                           | 1981 | 650,000,000       | Cina            | [ 5 ] [ 6 ]   |
| 武当 (Wudang)                                   | Wudang / The Undaunted Wudang                         | 1983 | 610,000,000       | Cina            | [ 5 ]         |
| 保密局的槍聲 (Bao mi ju de qiang sheng)         | Gunshots in the CIB                                   | 1979 | 600,000,000       | Cina            | [ 7 ] [ 8 ]   |
| 405谋杀案 (405 mou sha an)                      | Murder in 405                                         | 1980 | 600,000,000       | Cina            | [ 7 ]         |
| 少林寺弟子 (Shao lin si di zi)                  | The Disciple of the Shaolin Temple / Shaolin Brothers | 1983 | 520,000,000       | Cina, Hong Kong | [ 5 ]         |
| 少林寺 (Shao lin si)                            | Shaolin Temple                                        | 1982 | 500,000,000       | Cina, Hong Kong | [ 4 ] [ 7 ]   |
| 七品芝麻官 (Qi pin zhi ma guan)                 | Sesame Official                                       | 1980 | 500,000,000       | Cina            | [ 3 ]         |
| 武林志 (Wu lin zhi)                             | Deadly Fury / Pride's Deadly Fury                     | 1984 | 500,000,000       | Cina            | [ 5 ]         |
| 从奴隶到将军 (Cong Nu Li Dao Jiang Jun)         | Cong Nu Li Dao Jiang Jun                              | 1979 | 470,000,000       | Cina            | [ 5 ]         |
| 西安事变 (Xi'an shi bian)                       | The Xi'an Incident                                    | 1981 | 450,000,000       | Cina            | [ 5 ]         |
| 追捕 (Zhuībǔ)                                   | Kimi yo fundo no kawa o watare                        | 1978 | 400,000,000       | Giappone        | [ 9 ] [ 10 ]  |
| 神秘的大佛 (Shen mi de da fo)                   | Mysterious Buddha                                     | 1980 | 400,000,000       | Cina            | [ 7 ] [ 11 ]  |
| 吉鸿昌 (Ji Hongchang)                           | Ji Hongchang                                          | 1979 | 380,000,000       | Cina            | [ 5 ]         |
| 开枪，为他送行 (Kai Qiang, Wei Ta Song Xing)    | Kai Qiang, Wei Ta Song Xing                           | 1982 | 330,000,000       | Cina            | [ 5 ]         |
| 哪吒之魔童闹海 (Na zha zhi mo tong nao hai)     | Ne Zha 2                                              | 2025 | 324,000,000       | Cina            | [ 12 ]        |
| 地道战 (Dì dào zhàn)                            | Tunnel War                                            | 1965 | 300,000,000+      | Cina            | [ 13 ]        |
| 大篷车 (Dà péngchē)                             | Caravan                                               | 1979 | 300,000,000       | India           | [ 14 ]        |
| 杜十娘 (Du Shiniang)                            | Du Shiniang                                           | 1981 | 260,000,000       | Cina            | [ 5 ]         |
| 佩剑将军 (Pei jian jiang jun)                   | A General Wearing the Sword                           | 1983 | 260,000,000       | Cina            | [ 5 ]         |
| 自古英雄出少年 (Zi gu ying xiong chu shao nian) | Little Heroes / Young Heroes                          | 1983 | 260,000,000       | Cina, Hong Kong | [ 15 ]        |
| 火烧圆明园 (Huo shao yuan ming yuan)            | The Burning of Imperial Palace                        | 1983 | 240,000,000       | Cina, Hong Kong | [ 5 ]         |
| 木棉袈裟 (Mui mien ka sha)                      | Holy Robe of the Shaolin Temple                       | 1985 | 200,000,000       | Hong Kong       | [ 16 ]        |
| 飞来的女婿 (Fei lai de nü xu)                   | Son-in-Law Flew Out of Nowhere                        | 1982 | 199,500,000       | Cina            | [ 15 ]        |
| 蓝盾保险箱 (Lan dun bao xian xiang)             | Blue Shield Safe                                      | 1983 | 170,000,000       | Cina            | [ 15 ]        |
| 少年犯 (Shao nian fan)                          | Juvenile Delinquents / Innocent Teenagers             | 1985 | 161,000,000       | Cina, Hong Kong | [ 17 ] [ 18 ] |
| 战狼2 (Zhan lang 2)                             | Wolf Warrior 2                                        | 2017 | 160,000,000       | Cina            | [ 19 ]        |
| 庐山恋 (Lúshān Liàn)                            | Romance on Lushan Mountain                            | 1980 | 140,000,000+      | Cina            | [ 20 ]        |
| 哪吒之魔童降世 (Nézhā zhī Mótóng Jiàngshì)      | Ne Zha                                                | 2019 | 140,000,000       | Cina            | [ 21 ]        |
| 少林小子 (Shao lin xiao zi)                     | Shaolin Temple 2: Kids from Shaolin                   | 1984 | 140,000,000       | Cina, Hong Kong |               |
| 特殊身份的警官 (Tèshū shēnfèn de jǐngguān)      | A Policeman with a Special Identity                   | 1982 | 130,000,000       | Cina            | [ 15 ]        |
| 长津湖 (Chang jin hu)                           | The Battle at Lake Changjin                           | 2021 | 125,000,000       | Cina            | [ 22 ]        |
| 你好，李焕英 (Nǐ hǎo, Lǐ Huànyīng)              | Ni hao, Li Huanying                                   | 2021 | 121,000,000       | Cina            | [ 23 ]        |
| 大上海1937 (Da Shang Hai 1937)                  | Great Shanghai 1937                                   | 1986 | 121,000,000       | Cina, Hong Kong | [ 17 ]        |
| 人到中年 (Ren dao zhong nian)                   | At Middle Age                                         | 1982 | 120,000,000       | Cina            | [ 15 ]        |
| 蛇案 (She an)                                   | She an                                                | 1983 | 120,000,000       | Cina            | [ 15 ]        |
| 南北少林 (Nan Bei Shao Lin)                     | Shaolin Temple 3: Martial Arts of Shaolin             | 1986 | 116,000,000       | Cina, Hong Kong |               |
| 海市蜃楼 (Hai shi shen lou)                     | Mirage                                                | 1987 | 113,000,000       | Cina, Hong Kong | [ 17 ]        |
| 咱们的牛百岁 (Zan men de niu bai sui)           | Our Niu Baisui                                        | 1983 | 110,000,000       | Cina            | [ 15 ] [ 24 ] |
| 流浪地球 (Liúlàng dìqiú)                        | The Wandering Earth                                   | 2019 | 105,314,500       | Cina            | [ 25 ] [ 26 ] |
| 流浪者 (Liúlàng zhě)                            | Awaara / The Vagabond                                 | 1955 | 100,000,000+      | India           | [ 27 ]        |
| 望乡 (Wàng Xiāng)                               | Sandokan numero 8                                     | 1978 | 100,000,000+      | Giappone        | [ 28 ]        |
| 狐狸的故事 (Húlí de gùshì)                      | Kitakitsune Monogatari / The Glacier Fox              | 1979 | 100,000,000+      | Giappone        | [ 28 ]        |
| 周恩來 (Zhou Enlai)                             | Zhou Enlai                                            | 1992 | 100,000,000       | Cina            | [ 7 ]         |
| 东方剑 (Dong fang jian)                         | Dong fang jian                                        | 1982 | 100,000,000       | Cina            | [ 15 ]        |